# Кондратьєв Григорій Герасимович
Кондратьєв Григорій Герасимович-Полковник Сумський. Син Герасима Кондратьєва.

## Біографія
Другий син Герасима Кондратьєва, після смерті брата Івана став головним спадкоємцем. В 1680 році став Сумським Полковником після постарілого батька. Але провів на посту пару років бо помер у 1683 році, причина смерті невідома, проте сказано що він помер так же як і його брат Іван.

## Сім'я
Мав двух синів, Петра та Дмитра, старший Петро став полковим обозним та зятем Івана Сулими. Дітям померлого Григорія та його жінці, дали в володіння Великий Вистороп в 1695 році.